# Henrietta Müller
Frances Henrietta Müller (1846-4 de enero de 1906) fue una mujer chilena británica. Fue una teosófica y figura importante del activismo por los derechos de las mujeres.
Henrietta Müller nació en Valparaíso, Chile, el año 1846. Hija de William Müller y Maria Henrietta Muller. Siendo una niña, ella recibió poca educación formal pero hablaba 6 idiomas y la admitieron en Girton College en la Universidad de Cambridge en 1873. Fue ahí en donde comenzó a involucrarse con el movimiento feminista, ayudando  a formar el "Womens Trade Unions" y "The Womens Printing Society" junto a Emma Paterson.
Müller dejó Cambridge en 1878 y el mismo año se presentó para la Junta escolar de Londres. Su campaña fue muy fructífera y fue así como se convirtió en la primera mujer miembro de la junta.  Durante su mandato, ella convenció a los demás miembros de la junta de emplear a mujeres trabajadaras aludiendo a que "esto ahorraría dinero ya que se le pagará menos que a los hombres empleados". Se involucró con Annie Leigh Browne y Mary Stewart Kilgour estableciendo por primera vez una residencia puramente femenina del College Hall, en Bloomsbury, antes de dejar la junta escolar en 1885.
En 1883 Müller fundó la Sociedad para Promover el Retorno de las Mujeres como Guardianes de la Ley de la Pobreza (Society for Promoting the Return of Women as Poor Law Guardians), creyendo que el trabajo en el sistema de la Ley de los Pobres (Poor Law) era más adecuado para las mujeres. Fue también miembro ejecutivo de la Asociación Nacional de Vigilancia (National Vigilance Association), que se opuso a la explotación sexual de las mujeres y apoyó el cierre de burdeles, pero renunció en 1888 cuando la organización describió folletos sobre la anticoncepción como "literatura viciosa"; Müller creía que la anticoncepción podría fortalecer a las mujeres. Ella también estaba en el comité ejecutivo de la Sociedad Nacional para el Sufragio de las Mujeres (National Society for Women's Suffrage) y era un partidario del movimiento de la templanza.
Müller escribió numerosos artículos para el Westminster Review en donde discutió temas tales como el empoderamiento de mujeres no casadas y criticó el matrimonio contemporáneo. En 1888 ella fundó su propio periódico, el  The Women's Penny Paper (más adelante titulado The Woman's Signal), el primer periódico de las mujeres en Londres, ella corrigió el papel bajo el seudónimo de Helena B. Temple.

En 1891, Müller se había retirado en su mayor parte de la política y el activismo feminista, y se unió a la Sociedad Teosófica. El año siguiente viajó a la India como conferencista en nombre de la sociedad y se hizo conocida como "la mujer sufragista de renombre". Después de conocer a Swami Vivekananda en el Parlamento de las Religiones del Mundo (Parliament of the World's Religions) en 1893, editó una serie de sus libros, incluyendo Conferencias de Colombo a Almora, publicado en 1897. 

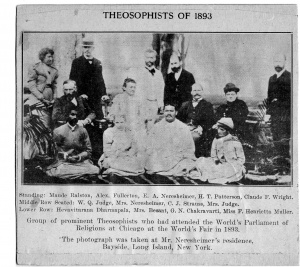
Teosofistas en 1893

Adoptó a un hijo bengalí en 1895. Más tarde se trasladó a China y luego a los Estados Unidos, donde murió en 1906 en Washington D. C. Su herencia fue dejada a su hermana Eva McLaren, también activista por los derechos de las mujeres, sin mención de su adopción Hijo en su voluntad.